# Décapole
Décapole (nebo také Dekapolis) neboli Desetiměstí či Spolek deseti měst (německy Zehnstädtebund) byla aliance více než deseti alsaských měst v letech 1354–1679. Města náležela ke Svaté říši římské. V roce 1354 potvrdil císař Karel IV. spojení zakládajících měst, což umožnilo začátek fungování Décapolu. 

## Členská města
Členských měst spolku bylo v průběhu času 12 různých. Hlavním městem bylo Haguenau.
- Haguenau
- Colmar
- Kaysersberg
- Munster
- Obernai
- Rosheim
- Sélestat
- Turckheim
- Wissembourg
- Seltz
- Mylhúzy
- Landau

Město Seltz bylo členským městem pouze v letech 1358–1418, z důvodu mediatizace falckého kurfiřtství.
Mylhúzy byly členem spolku v letech 1354–1511, v alianci byly nahrazeny městem Landau (člen spolku v letech 1521–1679).
Během třicetileté války zažila aliance silné otřesy v základním uspořádání. Vestfálský mír dovoloval Ludvíku XIV. anektovat Alsasko (kromě města Mylhúzy, které zůstalo součástí Švýcarska, v roce 1798 anektováno revoluční Francií) a spolek byl zrušen.